# (15271) 1991 DE
(15271) 1991 DE est un astéroïde de la ceinture principale d'astéroïdes découvert en 1991.

## Description
(15271) 1991 DE a été découvert le 19 février 1991 à l'observatoire de Nihondaira, un observatoire astronomique qui se trouve sur une colline surplombant Shimizu-ku à Shizuoka au Japon, par Takeshi Urata.

### Caractéristiques orbitales
L'orbite de cet astéroïde est caractérisée par un demi-grand axe de 2,60 UA, un périhélie de 1,100 UA, une excentricité de 0,23 et une inclinaison de 13,09° par rapport à l'écliptique. Du fait de ces caractéristiques, à savoir un demi-grand axe compris entre 2 et 3,2 UA et un périhélie supérieur à 1,666 UA, il est classé, selon la JPL Small-Body Database, comme objet de la ceinture principale d'astéroïdes.

### Caractéristiques physiques
(15271) 1991 DE a une magnitude absolue (H) de 13,7 et un albédo estimé à 0,371.